# Pseudopleuronectes schrenki
Pseudopleuronectes schrenki är en fiskart som först beskrevs av Schmidt, 1904.  Pseudopleuronectes schrenki ingår i släktet Pseudopleuronectes och familjen flundrefiskar. Inga underarter finns listade i Catalogue of Life.